# Elisabetta Cocciaretto

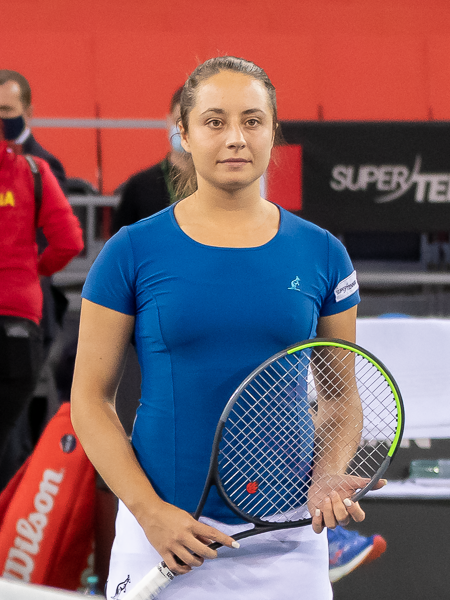
Cluj-Napoca 2021

Elisabetta Cocciaretto (Ancona, 25 januari 2001) is een tennisspeelster uit Italië. Zij begon op vijfjarige leeftijd met het spelen van tennis. Zij is actief in het internationale tennis sinds 2017.

## Loopbaan
In 2020 kwam Cocciaretto voor het eerst uit op een grandslamtoernooi doordat zij zich kwalificeerde voor het Australian Open damesenkelspeltoernooi. In augustus van dat jaar bereikte zij voor het eerst een WTA-finale, op het dubbelspeltoernooi van Palermo, samen met landgenote Martina Trevisan – zij verloren van Arantxa Rus en Tamara Zidanšek. Cocciaretto stond in september voor het eerst in een WTA-enkelspelfinale, op het challengertoernooi van Praag – zij verloor van de Slowaakse Kristína Kučová.
In 2022 bereikte Cocciaretto weer een WTA-enkelspelfinale, in Makarska – zij verloor de eindstrijd van de Duitse Jule Niemeier. In augustus kwam zij binnen op de top 100 van de wereldranglijst. In september won zij haar eerste WTA-titel, op het dubbelspeltoernooi van Bari samen met de Servische Olga Danilović. In oktober won zij ook in het enkelspel haar eerste WTA-titel, in Tampico waar zij in de finale zegevierde over de Poolse Magda Linette.
In januari 2023 bereikte Cocciaretto de enkelspelfinale op het WTA-toernooi van Hobart; zij verloor de eindstrijd van de Amerikaanse Lauren Davis – door dit resultaat steeg zij naar de top 50 van de wereldranglijst. In april won zij de enkelspeltitel op het WTA-toernooi van San Luis Potosí – in de finale versloeg zij landgenote Sara Errani. In juli won Cocciaretto haar derde titel, de eerste op WTA 250-niveau, op het toernooi van Lausanne, waar zij in de finale zegevierde over Française Clara Burel – hiermee haakte zij nipt aan bij de top 30 van de wereldranglijst.
In maart 2024 won Cocciaretto haar vierde titel, op het WTA 125-toernooi van Charleston. In oktober bereikte zij in het dubbelspel, samen met Ljoedmila Samsonova, de halve finale op het WTA 1000-toernooi van Peking – daarmee kwam zij binnen op de top 150 van het dubbelspel.

### Tennis in teamverband
In de periode 2018–2023 maakte Cocciaretto deel uit van het Italiaanse Fed Cup-team – zij behaalde daar een winst/verlies-balans van 8–5.

## Posities op deWTA-ranglijst
Positie per einde seizoen:
| jaar | rang enkelspel | rang dubbelspel |
| ---- | -------------- | --------------- |
| 2017 | 972            | –               |
| 2018 | 750            | 821             |
| 2019 | 215            | 437             |
| 2020 | 134            | 257             |
| 2021 | 156            | 660             |
| 2022 | 65             | 397             |
| 2023 | 52             | 508             |
| 2024 | 54             | 132             |

## Resultaten grandslamtoernooien
| Legenda | Legenda                          |
| ------- | -------------------------------- |
| g.t.    | geen toernooi gehouden           |
| l.c.    | lagere categorie                 |
| –       | niet deelgenomen                 |
| G       | uitgeschakeld in de groepsfase   |
| 1R      | uitgeschakeld in de eerste ronde |
| 2R      | uitgeschakeld in de tweede ronde |
| 3R      | uitgeschakeld in de derde ronde  |
| 4R      | uitgeschakeld in de vierde ronde |
| KF      | uitgeschakeld in de kwartfinale  |
| HF      | uitgeschakeld in de halve finale |
| F       | de finale verloren               |
| W       | het toernooi gewonnen            |
| w-v     | winst/verlies-balans             |

### Enkelspel
| toernooi        | 2020 | 2021 | 2022 | 2023 | 2024 | 2025 |
| --------------- | ---- | ---- | ---- | ---- | ---- | ---- |
| Australian Open | 1R   | 1R   | –    | 1R   | 2R   | 1R   |
| Roland Garros   | –    | 1R   | –    | 3R   | 4R   |      |
| Wimbledon       | g.t. | –    | 2R   | 3R   | –    |      |
| US Open         | –    | –    | 1R   | 1R   | 2R   |      |

### Vrouwendubbelspel
| toernooi        | 2022 | 2023 | 2024 | 2025 |
| --------------- | ---- | ---- | ---- | ---- |
| Australian Open | –    | 1R   | 1R   | 2R   |
| Roland Garros   | –    | 1R   | –    |      |
| Wimbledon       | 2R   | –    | –    |      |
| US Open         | –    | 1R   | 1R   |      |

## Palmares
| Legenda                 |
| ----------------------- |
| Grandslamtoernooi       |
| Olympische Spelen       |
| Year-End Championships  |
| Premier Mandatory       |
| Premier Five / WTA 1000 |
| Premier / WTA 500       |
| International / WTA 250 |
| Challenger / WTA 125    |

### WTA-finaleplaatsen enkelspel
| nr.              | finale     | toernooi            | ondergrond | tegenstandster  | score         |         |
| ---------------- | ---------- | ------------------- | ---------- | --------------- | ------------- | ------- |
| gewonnen finales |            |                     |            |                 |               |         |
| 1.               | 2022-10-29 | WTA Tampico         | hardcourt  | Magda Linette   | 7-6, 4-6, 6-1 | details |
| 2.               | 2023-04-02 | WTA San Luis Potosí | gravel     | Sara Errani     | 5-7, 6-4, 7-5 | details |
| 3.               | 2023-07-30 | WTA Lausanne        | gravel     | Clara Burel     | 7-5, 4-6, 6-4 | details |
| 4.               | 2024-03-16 | WTA Charleston      | hardcourt  | Diana Sjnajder  | 6-3, 6-2      | details |
| 5.               | 2025-07-12 | WTA Båstad          | gravel     | Katarzyna Kawa  | 6-3, 6-4      | details |
| verloren finales |            |                     |            |                 |               |         |
| 1.               | 2020-09-06 | WTA Praag           | gravel     | Kristína Kučová | 4-6, 3-6      | details |
| 2.               | 2022-06-05 | WTA Makarska        | gravel     | Jule Niemeier   | 5-7, 1-6      | details |
| 3.               | 2023-01-14 | WTA Hobart          | hardcourt  | Lauren Davis    | 6-7, 2-6      | details |

### WTA-finaleplaatsen vrouwendubbelspel
| nr.              | finale     | toernooi    | ondergrond | partner          | tegenstandsters             | score    |         |
| ---------------- | ---------- | ----------- | ---------- | ---------------- | --------------------------- | -------- | ------- |
| gewonnen finales |            |             |            |                  |                             |          |         |
| 1.               | 2022-09-11 | WTA Bari    | gravel     | Olga Danilović   | Andrea Gámiz Eva Vedder     | 6-2, 6-3 | details |
| verloren finales |            |             |            |                  |                             |          |         |
| 1.               | 2020-08-09 | WTA Palermo | gravel     | Martina Trevisan | Arantxa Rus Tamara Zidanšek | 5-7, 5-7 | details |